# Namibias fodboldlandshold
Namibias fodboldlandshold repræsenterer Namibia i fodboldturneringer og kontrolleres af Namibias fodboldforbund.